# 諾瓦瓦斯
諾瓦瓦斯（發音：[ˈnɔːʋa ˈʋaːs]），是斯洛維尼亞中南部布洛凯市镇内最大的村落及该市镇的行政中心。當地傳統上屬於內卡尼奧拉地區。

## 外部連結
- 维基共享资源上的相關多媒體資源：Nova Vas
- 布洛凯市镇官方网站 （页面存档备份，存于） （斯洛文尼亚文）
- Nova Vas on Geopedia （页面存档备份，存于）